# الشيوعية في كوريا
ظهرت الحركة الشيوعية في كوريا كحركة سياسية في أوائل القرن العشرين. على الرغم من أن الحركة لعبت دورًا ثانويًا في سياسات ما قبل الحرب، فإن الانقسام بين كوريا الشمالية الشيوعية وكوريا الجنوبية المناهضة للشيوعية بدأ يهيمن على الحياة السياسية الكورية في فترة ما بعد الحرب العالمية الثانية. ما تزال كوريا الشمالية -جمهورية كوريا الديمقراطية الشعبية رسميًا- دولة اشتراكية بفكر جوتشي تحت حكم حزب العمال الكوري. أما في كوريا الجنوبية، ظلّت الشيوعية محظورة بموجب قانون الأمن القومي. بسبب توقّف المساعدة الاقتصادية من الاتحاد السوفييتي بعد تفككه في عام 1991 والتطبيق الأيديولوجي غير العملي للسياسات الستالينية في كوريا الشمالية على مدى سنوات من الركود الاقتصادي في ثمانينيات القرن العشرين والانحسار خلال التسعينيات، استبدلت كوريا الشمالية الفكر الجوتشي بالشيوعية في مراجعاتها الدستورية لعامي 1992 و 1998 لعبادة الشخصية المحيطة بعائلة كيم الديكتاتورية وفتح -وإن كان على مضض- إصلاح اقتصاد السوق في كوريا الشمالية، على الرغم من أنها ما تزال تحتفظ باقتصاد موجّه وتسيطر بالكامل على الصناعة والزراعة. تبقي كوريا الشمالية على المزارع الجماعية والتعليم والرعاية الصحية الممولة من الدولة.

## بدايات الشيوعية في كوريا
ألكسندرا كيم، كورية عاشت في روسيا، يُشار إليها أحيانًا بصفتها أول شخص شيوعي كوري. انضمت إلى البلاشفة عام 1916. في عام 1917، أرسلها فلاديمير لينين إلى سيبيريا لتعبئة الكوريين هناك ضد القوات المناهضة للثورة وقوات الحلفاء. كانت كيم مسؤولة عن الشؤون الخارجية في قسم الشرق الأقصى للحزب في خاباروفسك. هناك التقت مع يي دونغ وي وكيم ريب ومقاتلي الاستقلال الكوريين الآخرين. أسّسوا معًا الحزب الاشتراكي الشعبي الكوري، وهو أول حزب شيوعي كوري، في 28 يونيو 1918.

## تأسيس الحزب الشيوعي الكوري
تأسّس الحزب الشيوعي الكوري خلال اجتماع سري في سول عام 1925. وكان كيم يونغ بوم وباك هون يونغ قائدين للحزب. أصبح الحزب الفرع الكوري للأممية الشيوعية في المؤتمر السادس للأممية في أغسطس - سبتمبر 1928. ولكن بعد بضعة أشهر فقط من اعتباره فرع الكومنترن الكوري، أدى الخلاف الدائم بين الفصائل المتنافسة -الذي اكتسح الحزب منذ تأسيسه- إلى قيام الكومنترن بحل الحزب الشيوعي الكوري في ديسمبر من نفس العام. ومع ذلك، استمر الحزب في الوجود في خلايا الحزب المختلفة. ذهب بعض الشيوعيين الكوريين إلى المنفى في الصين، حيث شاركوا في السنوات الأولى للحزب الشيوعي الصيني. بدأ الشيوعيون الكوريون والصينيون نشاط حرب العصابات ضد القوات اليابانية في أوائل الثلاثينيات من القرن العشرين.

## نهاية الحرب العالمية الثانية
بعد التحرير في عام 1945، تغير وضع الشيوعيين الكوريين بشكل كبير. في الجنوب، أصبح زعيم الحزب الشيوعي باك هون يونغ، الذي كان مقاتلًا في المقاومة، نشطًا في سول فور إطلاق سراحه في عام 1945. وأعاد تنظيم لجنة مركزية أصبح أمينًا لها. كانت مجموعته محدودة الاتصال مع السوفييت في الشمال؛ لأن مقر اللجنة في سول.
حرّر الجيش الأحمر السوفييتي كوريا الشمالية في أغسطس 1945. في ذلك الوقت، كان هناك عدد قليل جدًا من الكوادر الشيوعية في الشمال. بدأ السوفييت الاعتماد بشكل كبير على الشيوعيين المنفيين الذين عادوا إلى كوريا في نهاية الحرب العالمية الثانية بالإضافة إلى الكوريين العرقيين الذين كانوا جزءًا من المجتمع الكوري الكبير في الاتحاد السوفييتي. أصبح كيم إل سونغ شخصية بارزة في الحزب في المناطق الشمالية. بعد سنواته كقائد في حرب العصابات، انتقل كيم إل سونغ إلى الاتحاد السوفيتي وأصبح نقيبًا في الجيش الأحمر. وصلت كتيبته إلى بيونغيانغ حينما كان السوفيتيون يبحثون عن شخص مناسب يمكنه تولّي دور قيادي في كوريا الشمالية.
أُنشئ مكتب كوريا الشمالية للحزب الشيوعي الكوري في 13 أكتوبر 1945. على الرغم من أنه كان تحت سيطرة قيادة الحزب في سول من الناحية العملية، فإن مكتب كوريا الشمالية كان على اتصال ضعيف مع سول وعمل بشكل وثيق مع السلطة المدنية السوفيتية. أول رئيس للمكتب هو كيم يونغ بوم، الذي أرسلته الكومنترن إلى كوريا في ثلاثينيات القرن العشرين لتنفيذ نشاط سري. كان كيم إل سونغ عضوًا في المكتب عند تأسيسه وحلّ مكان كيم يونغ بوم كرئيس في ديسمبر 1945. اعترض المؤرخون الرسميون في كوريا الشمالية على ذلك في وقت لاحق، زاعمين أن كيم إل سونغ كان رئيسًا للمكتب منذ بداية تأسيسه. علاوة على ذلك، تدعي مصادر رسمية في كوريا الشمالية أن الاجتماع عُقد في 10 أكتوبر. يُعدّ يوم 10 أكتوبر «يوم تأسيس الحزب» في كوريا الشمالية، إذ أسّس كيم إل سونغ في هذا اليوم أول حزب شيوعي حقيقي في البلاد. يميل المؤرخون الرسميون في كوريا الشمالية إلى التقليل من دور القادة الشيوعيين الأوائل مثل باك هون يونغ. تدعي مصادر رسمية في كوريا الشمالية أنه جرى تغيير اسم المكتب إلى «اللجنة التنظيمية للحزب الشيوعي في كوريا الشمالية» (غالبًا ما يشار إليه باسم «الحزب الشيوعي في كوريا الشمالية»).
في 22 يوليو 1946، انضم مكتب كوريا الشمالية مع حزب الشعب الجديد والحزب الديمقراطي وحزب كوندويست تشونغو (أنصار حركة دينية مؤثرة) لتشكيل الجبهة الديمقراطية المتحدة الوطنية في كوريا الشمالية.

## تشكيل أحزاب العمال المنفصلة
في 29 يوليو 1946 عقد حزب الشعب الجديد ومكتب كوريا الشمالية جلسة عامة مشتركة بين اللجان المركزية لكلا الحزبين واتفقوا على الاندماج في كيان واحد. عُقد مؤتمر تأسيسي لحزب العمال الكوري الشمالي يومي 28 و 30 أغسطس. انتُخب كيم تو بونغ -زعيم حزب الشعب الجديد- رئيسًا للحزب. أما نائبا رئيس الحزب هما تشو نيونغ ها وكيم إل سونغ. في وقت التأسيس، يُعتقد أن الحزب ضمّ نحو 366 ألف عضو منظَّمٍ في 12 ألف خلية حزبية تقريبًا.
اندمج مكتب كوريا الشمالية للحزب الشيوعي الكوري وحزب الشعب الجديد في حزب واحد. حظي حزب الشعب الجديد بالأتباع المثقفين، بينما كان الحزب الشيوعي قائمًا بشكل رئيسي بين العمال والفلاحين. علاوة على ذلك، عمّت الخلافات الداخلية بين الشيوعيين الكوريين، ووُجدت فصائل شيوعية مختلفة في الحزب الموحّد الجديد. في أثناء تأسيس الحزب الجديد، برزت مناقشات حول دور الماركسية اللينينية كأساس أيديولوجي للحزب. في المؤتمر الافتتاحي للحزب، قال كيم إل سونغ: «... حزب العمال وحدةٌ مقاتلة وطليعة الجماهير العاملة. يجب أن نقاتل بأقصى جهدنا للحفاظ على نقاء الحزب ووحدته وانضباطه الحديدي. إن محاربة العدو دون توفّر هذه الشروط في صفوفنا، مازهي إلا حماقة كبيرة»، مؤكدًا على الحفاظ على التوجه الماركسي اللينيني.
عمل ما تبقى من الحزب الشيوعي الكوري الذي ما يزال يعمل في المناطق الجنوبية تحت اسم الحزب الشيوعي الكوري الجنوبي. اندمج الحزب مع حزب الشعب الجديد لكوريا الجنوبية وقسم من حزب الشعب الكوري لتأسيس حزب العمال في كوريا الجنوبية في 23 نوفمبر 1946.
حُظر حزب العمال في كوريا الجنوبية في الجنوب، لكن الحزب نظّم شبكة من الخلايا السرية وتمكّن من الحصول على عدد كبير من الأتباع. كان هناك نحو 360 ألف عضو في الحزب. كانت الحركة النقابية السرية، نقابة عمال كوريا جمعاء، على ارتباط بالحزب. في عام 1947، شرع الحزب في حرب العصابات المسلحة. مع اشتداد اضطهاد الحزب، انتقلت أقسام كبيرة من قيادة الحزب إلى بيونغيانغ. عارض الحزب تشكيل دولة كورية جنوبية. في فبراير - مارس 1948 حرّض على القيام بإضرابات عامة لمعارضة خطط إنشاء دولة كورية جنوبية منفصلة. في 3 أبريل 1948، قاد الحزب انتفاضة شعبية في جزيرة جيجو ضد الإعلان الانفرادي عن تأسيس جمهورية كوريا. قُتل الآلاف من سكان الجزيرة جراء قمع الثورة (انظر مذبحة جيجو).